# Gershom Mott
Pour les articles homonymes, voir Mott.
Gershom Mott (né le 7 avril 1822 à Lamberton, État du New Jersey, et décédé le 29 novembre 1884 à New York, État de New York) est un major général de l'Union. Il est enterré à Trenton, État du New Jersey.

## Avant la guerre
'Gershom Mott est élève à l'académie de Trenton. À l'âge de 14 ans, il devient commis dans une mercerie.
Lors de la guerre américano-mexicaine, il s'engage en tant que volontaire. Il est nommé second-lieutenant du 10th U.S. Infantry le 23 avril 1847. Néanmoins, son régiment n'est pas envoyé au Mexique et il quitte le service actif le 22 août 1848.
Il devient caissier dans une banque.

## Guerre de Sécession
Gershom Mott est nommé lieutenant-colonel du 5th New York Infantry le 17 août 1861. Son régiment rejoint alors l'armée du Potomac. Il participe à la campagne de la Péninsule.
Le 7 mai 1862, il prend le commandement du 6th New Jersey Infantry en tant que colonel. Bien que son régiment ne participe peu lors de la bataille des Sept Jours, il est félicité pour sa participation à la bataille de Seven Pines. Il est sévèrement blessé au bras lors de la seconde bataille de Bull Run. Il est nommé brigadier général des volontaires le 7 septembre 1862.
Il participe en tant que commandant d'une brigade du III corps de l'armée du Potomac à la bataille de Chancellorsville au cours de laquelle il est blessé à la main gauche,. Après avoir recouvré de ses blessures, il prend le commandement d'une division. Il participe à la bataille de Spotsylvania mais ne parvient pas à soutenir une attaque. Il est alors replacé au commandement d'une brigade.
Il participe à la campagne de Bristoe et à la campagne de Mine Run. Il reprend le commandement de la 4th division du II corps lors de la campagne de l'Overland. Il se distingue lors du siège de Petersburg. Il participe à la bataille du Cratère et est l'un des rares officiers dont la conduite est remarquée lors de ce désastre.
Il est breveté major général des volontaires le 1er août 1864 pour services distingués pendant la guerre.
Il participe à la campagne d'Appomattox au cours de laquelle il est une nouvelle fois blessé, à la jambe droite, lors de la bataille d'Amelia Spring. Il est nommé major général des volontaires le 26 mai 1865.

## Après la guerre
Gershom Mott quitte le service actif des volontaires le 20 février 1866. Il est alors cadre de la Camden & Amboy Railroad puis devient banquier. Il refuse une commission de colonel dans l'armée régulière en 1869. Il occupe alors plusieurs postes dans le gouvernement de l'État du New Jersey dont trésorier de l'État ou directeur de prison.
En 1873, il commande la garde nationale du New Jersey en tant que major général jusqu'à sa mort.